# Dries Vanthoor
Dries Vanthoor (Hasselt, 20 april 1998) is een Belgisch autocoureur. In 2018 won hij de 12 uur van Bathurst en in 2019 en 2022 de 24 uur van de Nürburgring. In 2020, 2021 en 2022 werd hij kampioen in de GT World Challenge Europe Sprint Cup. Zijn broer Laurens Vanthoor is eveneens autocoureur.

## Carrière
Vanthoor begon zijn autosportcarrière op tienjarige leeftijd in het karting, waar hij tot 2014 actief bleef. In 2015 maakte hij de overstap naar het formuleracing en nam hij deel aan de Formule Renault 2.0 NEC voor het team Josef Kaufmann Racing. Hij behaalde een zege op het TT Circuit Assen en stond ook op de Hockenheimring Baden-Württemberg op het podium. Met 181 punten werd hij zesde in het kampioenschap. Ook reed hij een weekend voor Kaufmann in de Eurocup Formule Renault 2.0 op de Nürburgring.
In 2016 stapte Vanthoor over naar de GT-racerij. Voor het Belgian Audi Club Team WRT, waar zijn broer Laurens ook al reed, kwam hij uit in zowel de GT Series Sprint Cup als de Blancpain GT Series Endurance Cup. In de Endurance Cup, waar hij de auto deelde met zijn broer en Frédéric Vervisch, behaalde hij twee tweede plaatsen op Silverstone en de Nürburgring en werd zo achtste in de eindstand met 45 punten. In de Sprint Cup deelde hij de auto afwisselend met Robin Frijns en Nico Müller. Hier was een vierde plaats in de kwalificatierace op het Misano World Circuit Marco Simoncelli zijn beste resultaat, waardoor hij met 12 punten achttiende werd. Daarnaast debuteerde hij voor WRT op het Circuit de Spa-Francorchamps in de LMP2-klasse van de European Le Mans Series; hij deelde de auto met zijn broer en Will Stevens.
In 2017 bleef Vanthoor actief voor WRT in beide Blancpain-kampioenschappen. In de Sprint Cup won hij met Marcel Fässler beide races op de Hungaroring en werd hij met 62 punten vijfde in de eindstand. In de Endurance Cup reed hij met Fässler en Stevens (die eenmalig werd vervangen door André Lotterer) en kende hij een lastiger seizoen, waarin hij enkel in de 24 uur van Spa-Francorchamps aan de finish kwam met een elfde plaats. Dat jaar debuteerde hij eveneens in de 24 uur van Le Mans voor JMW Motorsport, waar hij samen met Stevens en Robert Smith de LMGTE Am-klasse won. In december werd hij door Audi aangesteld als officieel fabriekscoureur.

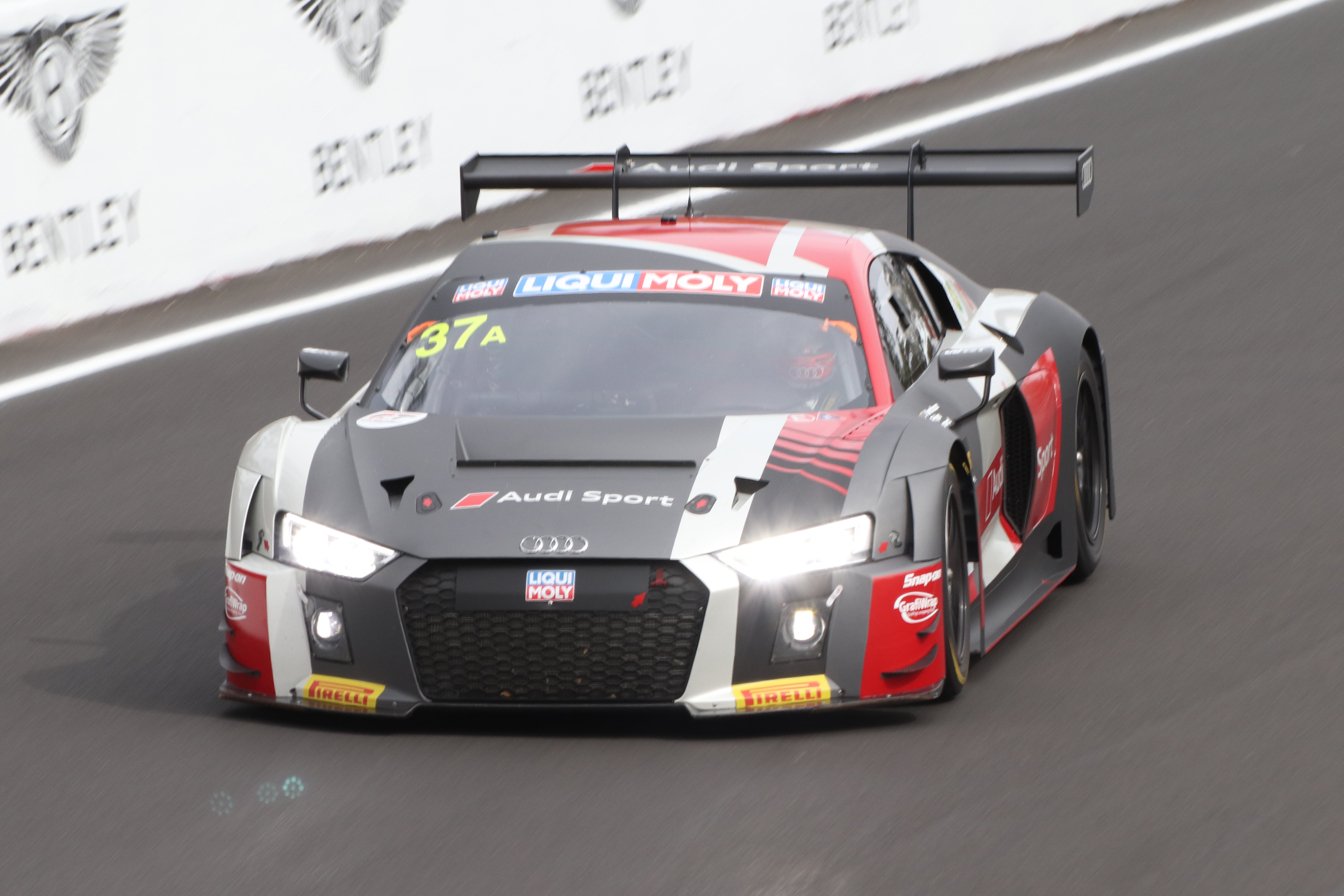
Dries Vanthoor tijdens de 12 uur van Bathurst in 2018.

In 2018 begon Vanthoor het seizoen in de 12 uur van Bathurst, waarin hij voor WRT met Frijns en Stuart Leonard de race wist te winnen. Vervolgens keerde hij terug naar beide Blancpain-kampioenschappen. In de Sprint Cup won hij met Stevens een race op Brands Hatch en eindigde hij ook op het podium tijdens zijn thuisrace op het Circuit Zolder en op Misano en de Nürburgring. Met 63,5 punten werd hij vierde in de eindstand. In de Endurance Cup won hij met Christopher Mies en Alex Riberas de race op het Autodromo Nazionale Monza en werd hij met 37 punten zevende.
In 2019 reed Vanthoor in de Sprint Cup met Ezequiel Pérez Companc als teamgenoot, met uitzondering van de races op Misano, waar hij met Charles Weerts reed. Hij behaalde zijn enige zege van het seizoen ook op Misano en werd zo met 40 punten zevende in het kampioenschap. In de Endurance Cup reed hij met Riberas en Pérez Companc (die voor de 24 uur van Spa-Francorchamps werd vervangen door Frank Stippler). Hij behaalde een podiumplaats op Silverstone en werd met 15 punten zeventiende in het klassement. Verder won hij voor het Audi Sport Team Phoenix de 24 uur van de Nürburgring, een zege die hij deelde met Vervisch, Stippler en Pierre Kaffer.
In 2020 behaalde Vanthoor met Weerts twee zeges in de Sprint Cup, allebei op Misano. In de rest van het seizoen stonden zij nog drie keer op het podium. Met 89 punten werden zij gekroond tot kampioen in de klasse. In de Endurance Cup deelde hij de auto met Weerts en Christopher Mies, alhoewel hij in de 24 uur van Spa-Francorchamps met Mies en Kelvin van der Linde reed. Twee vierde plaatsen op het Autodromo Enzo e Dino Ferrari en het Circuit de Barcelona-Catalunya waren zijn beste resultaten en hij werd met 39 punten achtste in het eindklassement.
In 2021 behaalden Vanthoor en Weerts vier overwinningen in de Sprint Cup: twee op Misano en een op zowel het Circuit de Nevers Magny-Cours en Brands Hatch. Daarnaast stonden zij nog driemaal op het podium. Met 103,5 punten werden zij opnieuw kampioen in de klasse. In de Endurance Cup reed Vanthoor met Weerts en waren Van der Linde en Frijns afwisselend de derde coureur van het team. Hij behaalde drie podiumplaatsen, waaronder een tweede plaats in de 24 uur van Spa-Francorchamps, slechts drie seconden achter winnaars Iron Lynx met Côme Ledogar, Nicklas Nielsen en Alessandro Pier Guidi als coureurs. Zo werd hij met 79 punten derde in de eindstand, vier punten achter het Iron Lynx-trio en met evenveel punten als Raffaele Marciello en Jules Gounon, die voor hem werden geklasseerd omdat zij een overwinning hadden. Tevens reed hij voor het eerst sinds 2017 weer in de 24 uur van Le Mans voor Hub Auto Racing en deelde hij de auto met Álvaro Parente en Maxime Martin in de LMGTE Pro-klasse. Zij behaalden de pole position, maar reden de race niet uit.

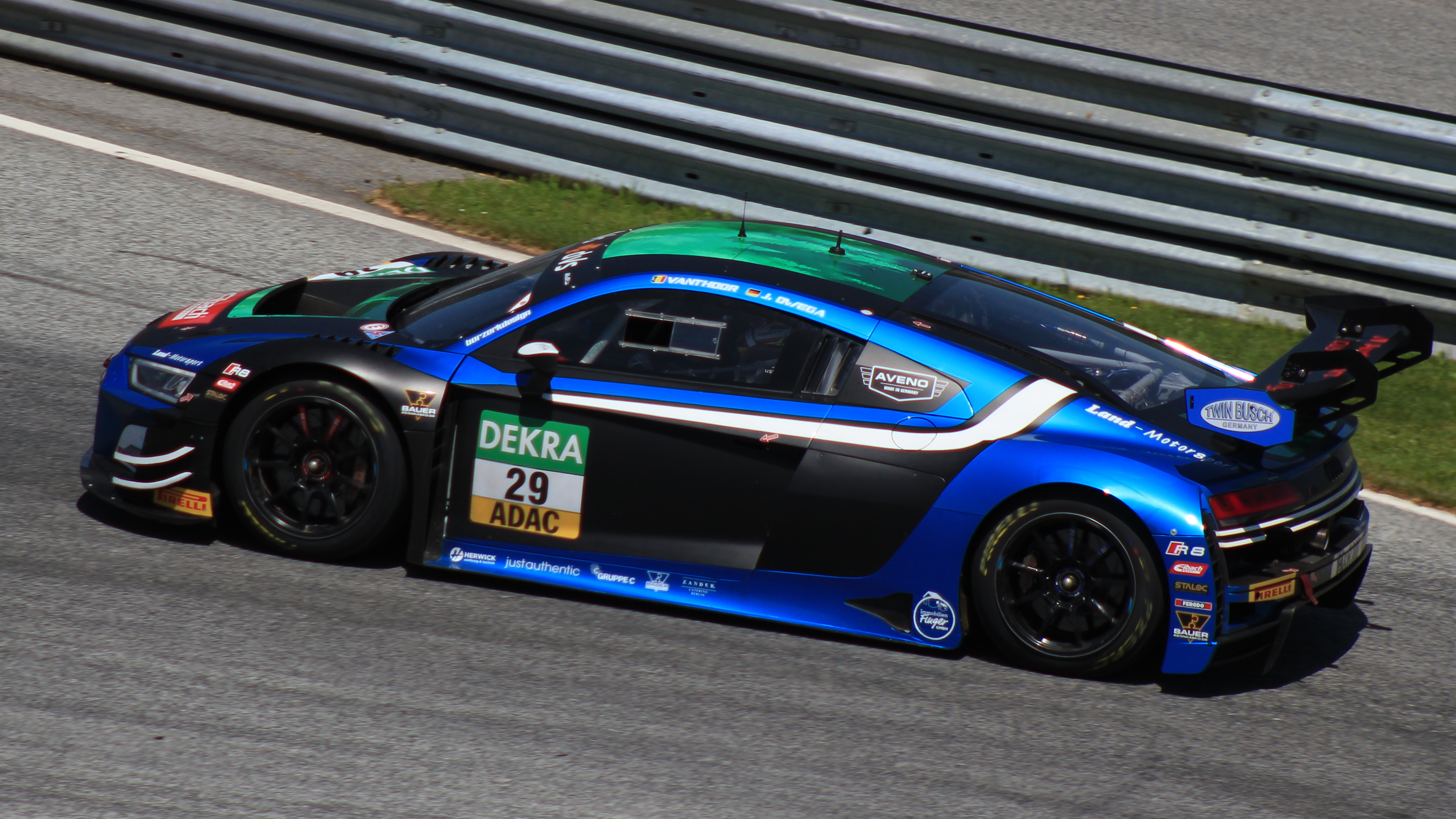
Dries Vanthoor op de Red Bull Ring in 2022.

In 2022 wonnen Vanthoor en Weerts vijf races in de Sprint Cup: twee op Misano en een op Magny-Cours, het Circuit Zandvoort en het Circuit Ricardo Tormo Valencia. Met 135,5 punten behaalden zij hun derde titel op een rij. In de Endurance Cup wonnen Vanthoor, Weerts en Van der Linde de openingsrace op Imola, maar kwamen zij in de rest van het seizoen niet meer op het podium terecht. Met 39 punten werden zij negende in de eindstand. Vanthoor behaalde tevens zijn tweede overwinning in de 24 uur van de Nürburgring voor het Audi Sport Team Phoenix, een zege die hij deelde met Frijns, Van der Linde en Vervisch. In de 24 uur van Le Mans reed hij voor WRT in de LMP2-klasse met Mirko Bortolotti en Rolf Ineichen en eindigde hij als elfde. Daarnaast reed hij dat jaar in de 6 uur van Fuji van het FIA World Endurance Championship voor WRT als eenmalige vervanger van René Rast. Samen met Frijns en Sean Gelael won hij deze race.
In 2023 reed Vanthoor wederom in de Sprint Cup en de Endurance Cup met Weerts; in de laatste klasse was Sheldon van der Linde, de broer van Kelvin, zijn nieuwe teamgenoot. In de 24 uur van Le Mans reed hij met Tom Gamble en Salih Yoluç voor Racing Team Turkey in de LMP2-klasse, maar kwam hij niet aan de finish. Dat jaar debuteerde hij tevens in de DTM voor Schubert Motorsport in het weekend op Zandvoort als vervanger van Rast.